# Velký Stožek
Velký Stožek är ett berg i Tjeckien.   Det ligger i regionen Mähren-Schlesien, i den östra delen av landet, 300 km öster om huvudstaden Prag. Toppen på Velký Stožek är 978 meter över havet.
Terrängen runt Velký Stožek är huvudsakligen lite kuperad. Runt Velký Stožek är det ganska tätbefolkat, med 124 invånare per kvadratkilometer. Närmaste större samhälle är Třinec, 13,6 km nordväst om Velký Stožek. I omgivningarna runt Velký Stožek växer i huvudsak blandskog.